# Заплатин, Иван Васильевич
Иван Васильевич Заплатин (22 февраля [5 марта] 1872, Оренбургская губерния — после 1919) — войсковой старшина, маслоторговец, депутат II Государственной думы Российской империи от Оренбургской губернии (1907) с «умеренно-прогрессивными» воззрениями. Создатель Приуральского союза маслодельных артелей (1910), наладившего экспорт сибирских и уральских масел в Европу.
Во время Корниловского выступления 1917 года являлся комендантом Таврического дворца и информировал большевиков о военных действиях «корниловцев» и штаба Петроградского военного округа.

## Биография
Иван Васильевич Заплатин родился в ст. Миасской (Миасской крепости) Челябинского уезда Оренбургской губернии (ныне с. Миасское) в семье инвалидного казака Василия Егоровича Заплатина и его жены Анастасии Дмитриевны 22 февраля 1872 года по старому стилю. В 1892 году окончил Оренбургское казачье юнкерское училище по первому разряду, затем поступил в Военно-юридическую академию, но был вынужден её оставить в связи с болезнью.
На службе с 1890 года. В 1893 году стал хорунжим, в 1897-м — сотником, а в 1903-м — подъесаулом. Служил в частях и структурных подразделениях Оренбургского казачьего войска, адъютантом при Управлении 3-го военного отдела, включавшего станицы Челябинского и Троицкого уездов. Уже после повторного возвращения на службу в 1917 году стал войсковым старшиной.

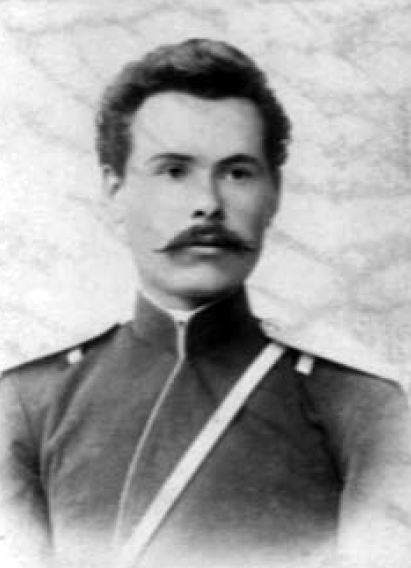
И. В. Заплатин до 1905 года

В 1905 году за связь с народническим движением Иван Васильевич был вынужден выйти в отставку. Занимался предпринимательством в сфере недвижимости и виноторговли: в посёлках он скупал у нуждающихся казаков дома и сдавал их для нужд казенных винных лавок. По политическим убеждениям относил себя к умеренным прогрессистам.

### Депутат II Думы
7 февраля 1907 года беспартийный домовладелец И. Заплатин был выборщиком от съезда уполномоченных от станиц Челябинского уезда. Избрался во Вторую Государственную Думу Российской империи от общего состава выборщиков Оренбургского губернского избирательного собрания.
Во II Думе вошёл в Трудовую группу (член совета) и во фракцию Крестьянского союза. Он также стал членом комиссии по местному управлению и самоуправлению. Сам он свои политические воззрения в тот период характеризовал как «умеренно-прогрессивные».

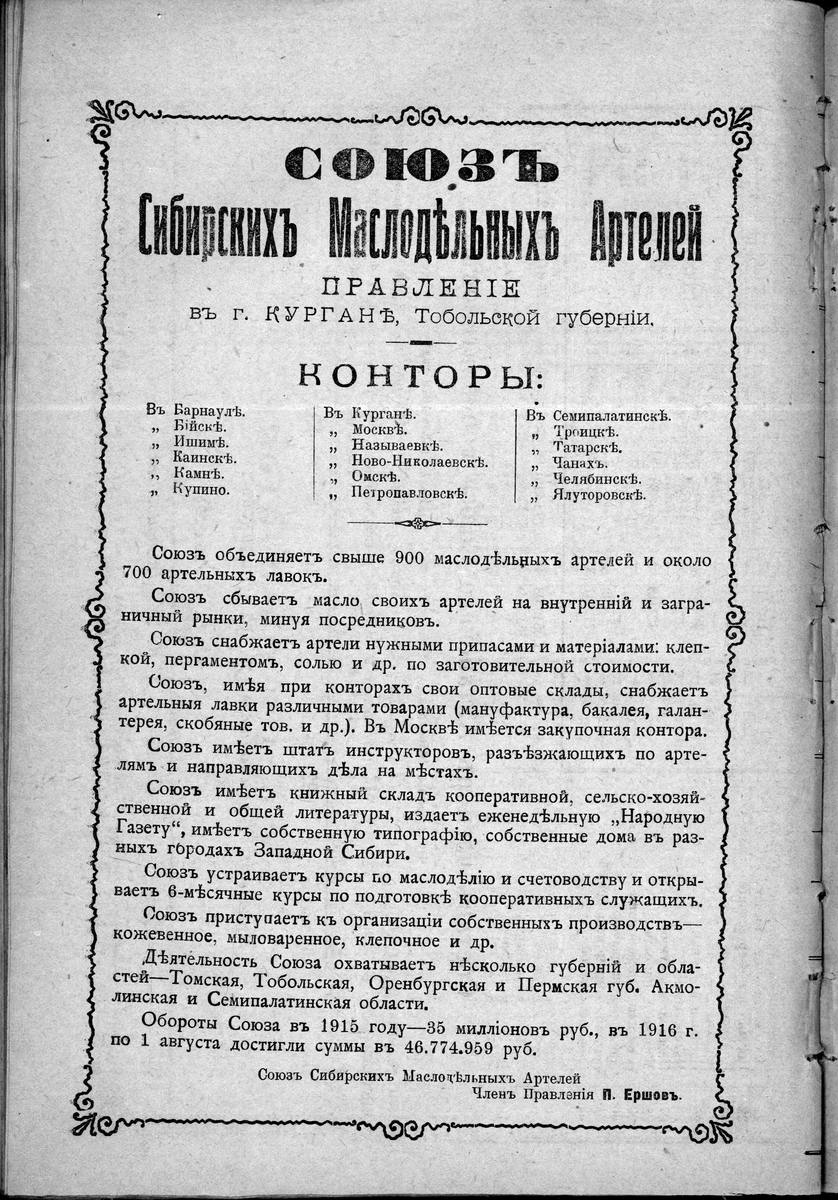
Союз сибирских маслодельных артелей

### Приуральский союз маслодельных артелей
После роспуска II Думы работал в Сибирском союзе маслодельных артелей — играл в нём руководящую роль до конца 1909 года. В 1910 году, на почве разногласий из-за условий комиссионного сбыта сибирского масла на рынках Англии, порвал связь с Союзом. Вместе с группой других кооперативных деятелей бывшей Оренбургской и западной части Тобольской губерний создал в Челябинске более демократическую по составу и форме организацию — Приуральский союз маслодельных артелей.
Новый союз впервые широко поставил работу среди башкирского населения. В составе Приуральского союза маслоартелей Заплатин в течение ряда лет занимает выборную должность председателя и жестко, но не безуспешно, конкурировал с Сибирским союзом.
В 1912 году «заплатинский» Союз наладил торговые контакты с Германией, Англией и Францией. Деятельность Ивана Васильевича способствовала подъёму животноводства в крае, в том числе, улучшению молочных пород крупного рогатого скота и условий его содержания. Кроме того, в регионе появился экономически активный средний слой среди сельского населения. Благодаря Сибирскому и Приуральскому союзам маслоделие стало одной из валютных статей государственного дохода Российской империи — премьер П. А. Столыпин сказал, что масло дало золота вдвое больше, чем вся сибирская золотопромышленность.
Масло экспортировалось по твердым ценам и продавалось за наличные. Заплатин и его команда увеличили число маслобойных артелей к началу 1913 года в семь раз — с 22-х до 141-й. Союз экономически стимулировал маслоделов, выдав на руки производителям 1,25 миллиона рублей, и увеличил экспорт продукции в шесть раз.
В 1910-е годы был агентом Российского транспортного и страхового общества, а также частным поверенным по судебным делам. Жил в Челябинске (на улицах Большой и Болгарской), владел типографией.

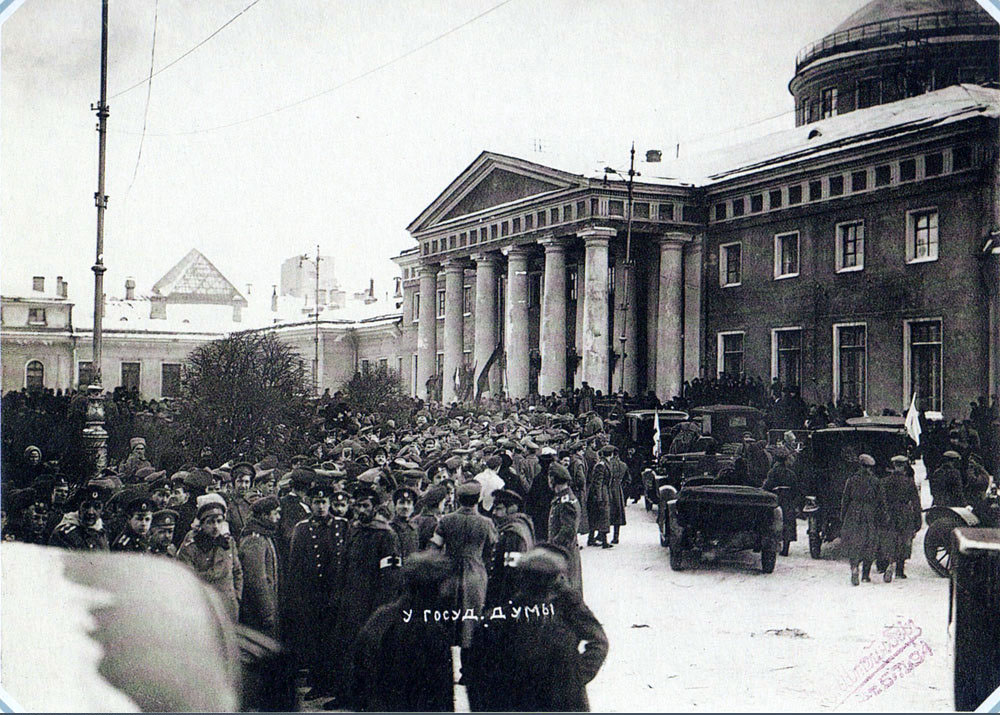
У Таврического дворца (1917)

### Мировая война и Октябрь 1917
Во время Первой мировой войны был призван на военную службу и в составе 18-го Оренбургского казачьего полка направлен на фронт; позже был переведён в 3-й Оренбургский казачий полк. Со 2 января 1917 года состоял при великом князе Борисе Владимировиче. В Июльские дни 1917 года воинская часть Заплатина была вызвана в Петроград для охраны Таврического дворца. С 4 апреля по 18 июля он являлся комендантом дворца с жалованьем в 500 рублей в месяц.
В дни Корниловского выступления в чине войскового старшины, будучи на караульной службе, информировал большевистскую печать и военную организацию РСДРП(б) сведениями о военных мероприятиях «корниловцев» и штаба Петроградского военного округа. Он также организовал снабжение продовольствием рабочих-печатников разгромленной типографии «Правды».
После Октябрьского переворота демобилизовался и вернулся в Сибирь, где в 1919 году организовал ряд «грюндерских коммерческих предприятий спекулятивного характера».